# Акакуль
Акаку́ль — озеро в Челябинской области России.
Озеро находится на стыке Кыштымского и Озёрского городских округов, а также Аргаяшского района. Площадь — 10 км². Средняя глубина — 4,8 м, наибольшая — 12,5 м. Урез воды — 253,4 м. В озере водятся лещ, плотва, окунь, ёрш, щука, елец.
Озеро — малоостровное. Выделяется лишь крупный лесисто-гористый безымянный остров в центральной части озера (в 200 м от берега) и несколько гораздо более мелких островов недалеко от берега также в центральной части.
Вдоль берегов озера нет крупных поселений, но расположены многочисленные базы отдыха и летние детские лагеря.
Также на южном берегу — каменные карьеры и подсобное хозяйство, на северном — водокачка. В 1 км от южного берега озера — болотистая местность под названием Акакульское урочище. Для северо-западного побережья озера также характерны болотистость и заросли камыша.
По сведениям научных сотрудников ТГУ, в помёте летучих мышей на озере зафиксировано превышение естественного радиационного фона в 50 раз.

## Название
Согласно Н. И. Шувалову в переводе с башкирского название означает «текущее, проточное озеро», где «ака» (ага) — течь, протекать, вытекать, «кул(ь)» — озеро. Название указывает на то, что это озеро соединяется протоками с окрестными водоёмами (например, с озером Большая Акуля).